# Museum Thalwil
Das Museum Thalwil ist das Ortsmuseum der Gemeinde Thalwil im Schweizer Kanton Zürich. Es befindet sich im Pfisterhaus auf dem Pfistergut-Areal, einem Kulturgut von regionaler Bedeutung.

## «Stiftung Museum Thalwil»
Das Museum Thalwil wird durch die «Stiftung Museum Thalwil» verwaltet.
1942 hinterliess der Kunstmaler Walter Meier dem «Verschönerungsverein Thalwil» (VVT) ein Vermächtnis. Es war verbunden mit der Auflage, ein Ortsmuseum in Thalwil zu gründen. Die Statuten der «Stiftung Ortsmuseum Thalwil» wurden am 28. April 1953 öffentlich beurkundet. Stiftungszweck ist «die Äufnung und Vervollständigung der antiquarischen Sammlung und die Einrichtung eines Ortsmuseums». Inzwischen wurde die Stiftung zu «Stiftung Museum Thalwil» umbenannt. Die neue Stiftungsurkunde datiert vom 6. Februar 2023.

## Pfisterhaus auf dem Pfistergut-Areal

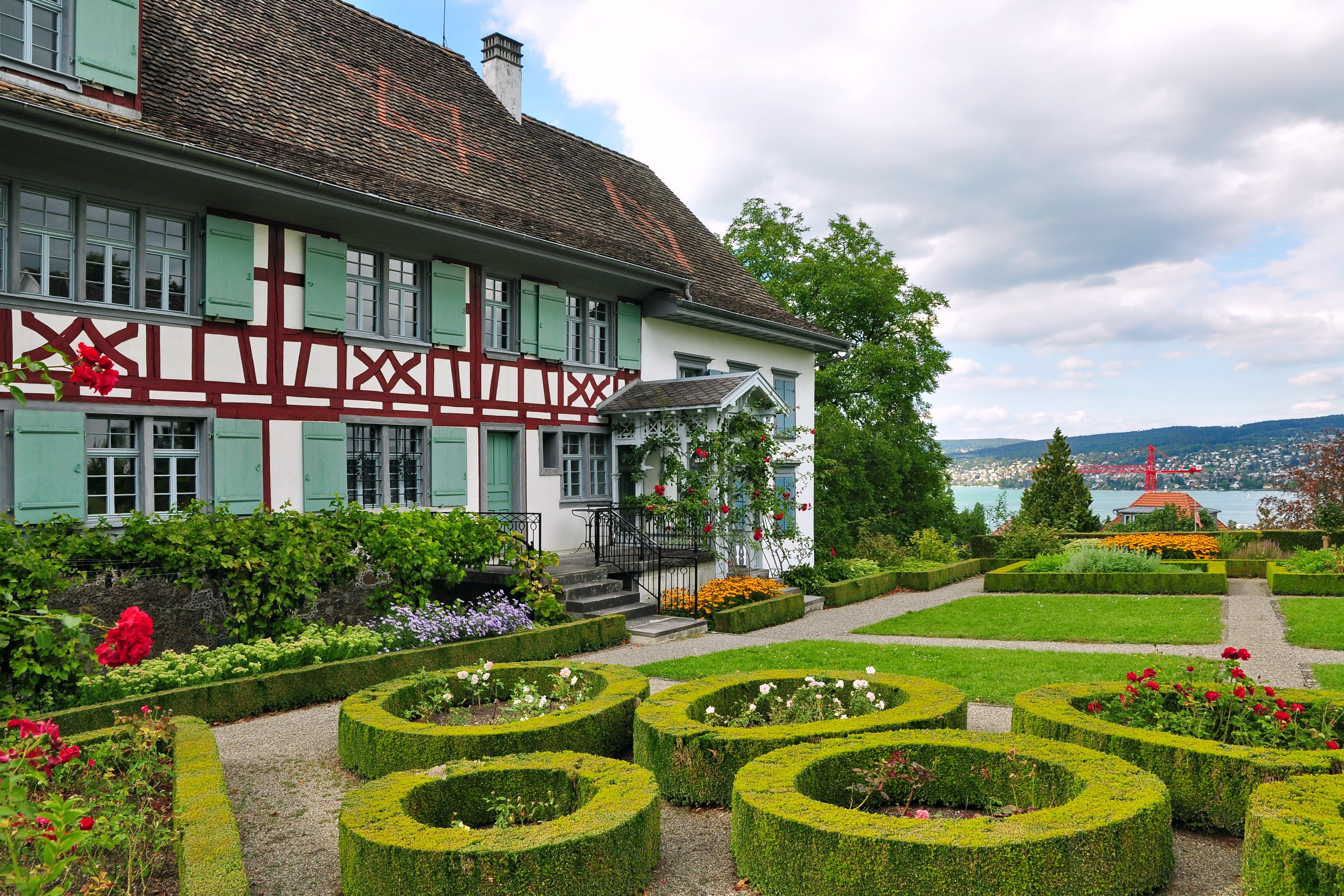
Pfisterhaus mit Garten

Das Museum ist in den Räumen des Pfisterhauses, eines ehemaligen Weinbauernhauses aus dem Jahr 1752, untergebracht. Es wurde erbaut von Distriktrichter Hans Jakob Syfrig-Wunderli (1739–1799). Um 1835 wurde es vererbt an Heinrich Pfister-Syfrig. Es blieb bis 1949 im Familienbesitz und wird deshalb «Pfistergut» genannt. Grössere bauliche Veränderungen erfuhr das Gebäude Ende des 19. Jahrhunderts unter anderem mit einem neuen Eingangsvorbau im Schweizer Holz-Stil an der Südostfassade. Das Pfistergut ist seit 1949 im Besitz der Gemeinde. Es umfasst neben der «Trotte», die heute als Raum für verschiedene Anlässe dient, das Pfisterhaus und die «Pfisterschüür».
Die zwei historischen Stuben im ersten Stock werden auch als Trauzimmer genutzt, die Dauerausstellung zur Seidenindustrie ist im zweiten Stock untergebracht. Im dritten Stock, dem ausgebauten unteren Dachgeschoss, befindet sich der grosse Ausstellungsraum. Der Garten ist öffentlich zugänglich und wird auch für Veranstaltungen verwendet.
Ende 2023 wurde der Platz vor dem Pfisterhaus saniert, neu gibt es dort eine Pergola und Sitzbänke. Dank der Ebnung des Platzes kann dieser nun besser für Veranstaltungen genutzt werden.

## Sammlung
Das Museum Thalwil verfügt über eine Sammlung von ca. 6000 Objekten. Schwerpunkte sind Objekte aus dem Nachlass der Seidenindustrie in Thalwil, namentlich der Firmen Schwarzenbach, Weidmann und Heer. Dazu kommen die Druckgrafiken des Thalwiler Kupferstechers Johann Jakob Aschmann (1747–1809), Fotografien des Gemeinde- und Vereinslebens von 1870 bis etwa 1930 sowie Fotografien des Thalwiler Fotografen Jean Gaberell (1887–1949), der sich auf Berglandschaften spezialisierte. Haushaltsobjekte zeigen den Übergang von einer bäuerlichen Gemeinde zum Industrieort, vom 17. bis zum 20. Jahrhundert. Die Sammlung wurde 2023 inventarisiert, die Objekte wurden gereinigt und in vier Depoträumen archiviert.

## Ausstellungen und Veranstaltungen

### Sonderausstellungen
Es gibt regelmässig Sonderausstellungen oder Interventionen von zeitgenössischen Künstlerinnen und Künstlern:
- #4 Intervention. Kunst aus der Sammlung. (3. Juli 2025 – 20. September 2025)[7]
- Metamuseum. Eine Ausstellung über das Museum und die Arbeit, die in einer Ausstellung steckt. (10. April 2025 – 30. August 2025)[8]
- #3 Intervention. Ausstellung von Marlis Spielmann "Potentatenträume. Scherenschnitte und Stickbilder" (21. März 2025 – 28. Juni 2025)[9]
- #2 Intervention. Malerduo Bošković-Scarth zeigt "Es windet zu stark um draussen zu malen" (1. November 2024 – 1. März 2025)[10]
- Autofokus. Ausstellung von Gina Folly zum Thema "Gebrauchtwerden – In Gebrauch sein" (24. Oktober 2024 – 1. März 2025)[11]
- Memories. Eine Fotoausstellung zu Erinnerungsorten, Spuren und Vergänglichkeit (4. Juli – 19. Oktober 2024)[12]
- Theaterpionier aus Leidenschaft. Ausstellung zu Oskar Eberle (16. Mai – 22. Juni 2024)[13]
- Kirche auf der Platte. Im Nachklang zu deren 175-Jahr-Jubiläum fand eine Ausstellung über die reformierte Kirche statt (3. März – 7. April 2024)[14]
- #1 Intervention. Die Thalwiler Künstlerin Brigitta Gabban zeigte Tonkacheln und Zeichnungen zusammen mit Bildern ihres Vaters, Giovanni Gabban (27. Oktober – 31. März 2024)[15]
- Deine unbekannten Nachbarn – Das Volk der Jenischen und der Sinti (Juni 2023)[16]